# 玛热勒苏镇
玛热勒苏镇，是中华人民共和国新疆维吾尔自治区塔城地区额敏县下辖的一个乡镇级行政单位。
2013年，新疆维吾尔自治区人民政府批复同意撤销玛热勒苏乡建制，设立玛热勒苏镇。

## 行政区划
玛热勒苏镇下辖以下地区：
直属一村、直属二村、直属三村、直属四村、直属五村、六户村、阿克苏村、别斯塔因恰村、吐孜哈那村、库尔吉拉村、塔斯吾特开勒村、赛特尔开村、吐普克尔村、加吾尔开占村、布尔汗德喀拉苏村、阿克米克特甫村、克孜勒阿更村、多拉台村、乌兰布哈村和牧业村。